# Droga krajowa B497 (Niemcy)
Droga krajowa 497 (niem. Bundesstraße 497) – niemiecka droga krajowa przebiegająca na osi północ-południe i jest połączeniem drogi B64 w Holzminden i drogi B241 w Uslar-Schönhagen na  południu Dolnej Saksonii.
Droga, jest oznakowana jako B497 od początku lat 70 XX w. a fragment Holzminden – Neuhaus pokrywa się z trasą drogi utwardzonej, wybudowanej w latach 1841-43.